# クロード・モルガン
クロード・モルガン（Claude Morgan、1898年1月29日 - 1980年11月12日、本名：クロード・ルコント（Claude Lecomte））は、フランスの小説家、ジャーナリスト、政治活動家。父は小説家、劇作家、文芸評論家、アカデミー・フランセーズ会員のジョルジュ・ルコント。

## 略歴
パリ出身。グランゼコールの高等電気学校を卒業。
1937年にフランス共産党に入党。ナチス・ドイツ占領下の1942年に言語学者・文芸評論家のジャン・ポーランとドイツ語教師・共産党員のジャック・ドクールによって創刊・地下出版された文学雑誌『レットル・フランセーズ』の編集長を務めた。元ソ連共産党員で米国に亡命したヴィクトル・クラフチェンコが1946年に出版した『私は自由を選んだ』でソ連の農業の集団化の実態や強制収容所の存在を暴露したことに対して、1947年11月13日付の『レットル・フランセーズ』誌上に「クラフチェンコはいかにでっち上げられたか」と題する記事が掲載された。クラフチェンコは編集長のクロード・モルガンと編集委員の作家アンドレ・ヴュルムセルを名誉毀損で訴え、1949年1月24日にパリ軽罪裁判所で「世紀の裁判」と呼ばれたクラフチェンコ裁判が行われ、『レットル・フランセーズ』誌側が敗訴した。
戦後は平和運動の機関誌『地平線（Horizons）』の編集長を務め、平和運動の推進に貢献するが、ハンガリー事件を機に共産党を離党。
代表作に平和主義やヒューマニズムを訴える小説『人間のしるし』（1944年にモルターニュ（Mortagne）の偽名で深夜叢書から地下出版）や回想録『羅針盤のない旅行者』（1951年）などがある。

## 著書
- 『純血種の獣』Une bête de race, Flammarion, 1930（小説）
- 『危険に酔い痴れて』L'Ivresse du risque, Flammarion, 1931（小説）
- 『暴力』Violence, Flammarion, 1933（小説）
- 『自由』Liberté, Flammarion, 1937（小説）
- 『人間のしるし』La Marque de l'homme, 1944（小説）- 初版はモルターニュの偽名で、1946年にクロード・モルガンとして深夜叢書から刊行。
  - 『人間のしるし』石川湧訳、岩波書店、1952年
- 『9ページで殺す』On tue à la neuvième page, Aubanel, 1946（探偵小説）
- 『世界の重み』Le Poids du monde, Ferenczi, 1946（小説）
  - 『世界の重み』石川湧訳、岩波書店、1953年
- 『レットル・フランセーズのコラム』Chroniques des Lettres françaises (全2巻), Raisons d'être, 1947（『レットル・フランセーズ』誌に掲載した記事）
- 『悪い種子（将来が心配な子ども）』Mauvaise graine, Ferenczi, 1948（小説）
- 『羅針盤のない旅行者』Le Voyageur sans boussole, Ferenczi, 1950（小説）
  - 『羅針盤のない旅行者』石川湧訳、岩波書店、1955年
- 『言語道断！』Me faire ça à moi, Ferenczi, 1952（小説）
  - 『言語道断！』石川湧訳、岩波書店、1956年
- 『イヴ・ファルジュ』Yves Farge, Éditeurs Français Réunis, 1954（ジャーナリスト・レジスタンス運動家イヴ・ファルジュ（フランス語版）の伝記）
- 『完全な愛』L'Amour parfait, Ferenczi, 1957（小説）
  - 『完全な愛』石川湧訳、角川書店、1958年; 角川文庫、1960年
- 『ドン・キホーテたち』Les Don Quichotte et les autres, Roblot, 1979（回想録）
  - 『ドン・キホーテたち - 21世紀への遺書』石川布美訳、田畑書店、1985年